# 整形復顔シリーズ
『整形復顔シリーズ』（せいけいふくがんシリーズ）は、1979年から1988年までテレビ朝日系「土曜ワイド劇場」で放送されたテレビドラマシリーズ。全6回。

## 復顔 整形美女の復讐
『復顔 整形美女の復讐』（ふくがん せいけいびじょのふくしゅう）は、1979年9月1日にテレビ朝日系「土曜ワイド劇場」で放送されたテレビドラマ。主演は市毛良枝。視聴率は23.5%。原作は草野唯雄の短編小説「復顔」。

### キャスト（復顔 整形美女の復讐）
- 須藤由江（科学警察部法医研究室助手） - 市毛良枝
- 太田（由江の恋人・三崎観光勤務） - 横内正
- 医大の助手 - 田村亮
- 三崎君子（三崎の娘） - 中島ゆたか
- 三崎（三崎観光社長） - 中村竹弥
- 根上淳、名古屋章、白川和子、梅津栄、長沢大、北野英二、江藤純一、中田勉、伊藤譲二、長沢準一、チャーリー湯谷、永谷悟一、松尾文人、木田愛子、青木真知子、宮崎玲子、遠山朋子、折笠しおり、田村のぞみ、中原歩、夏麻衣子、小木洋子、佐藤功、豪田路世留、小倉一郎

### スタッフ（復顔 整形美女の復讐）
- 原作 - 草野唯雄
- 脚本 - 藤森明
- 監督 - 国原俊明
- 音楽 - 橋場清
- プロデューサー - 風間貴雄、関口恭司
- 制作 - テレビ朝日、大映テレビ

## 整形復顔の女
『整形復顔の女』（せいけいふくがんのおんな）は、1983年2月19日にテレビ朝日系「土曜ワイド劇場」で放送されたテレビドラマ。主演は酒井和歌子。視聴率は21.5%。

### キャスト（整形復顔の女）
- 大村智子/内藤高子（SK商会社員） - 酒井和歌子
- 上条暁子（SK商会社員・智子の同僚） - 夏樹陽子
- 斉木透（SK商会社長） - 川津祐介
- 竹内（SK商会社員） - 清水章吾
- 石井圭造（銀座の宝石店主） - 藤村有弘
- 安田（SK商会社員） - 高峰圭二
- 早川刑事 - 高城淳一
- モロー氏 - ユベール
- モロー夫人 - ジュディ・ヘッフリン
- SK商会女性社員 - 清水めぐみ
- 岸本（SK商会元営業課長） - 佐伯徹
- 逢川まもる、川島一平、柳沢紀男、平松慎吾、川内裕美子、樫村真弓、田中千代、三宅加代子、市東昭秀、木村正一、天野美保子、坂田俊二、木内マキ、野咲めぐみ、新谷英幸、林田十士男、門田美幸、嘉茂正明、真玉豊、小宮一元

### スタッフ（整形復顔の女）
- 原作 - 長川敏朗
- 脚本 - 池田雄一
- 監督 - 長谷和夫
- 音楽 - 橋場清
- プロデューサー - 風間貴雄、関口恭司
- 制作 - テレビ朝日、大映テレビ

## 整形復顔サスペンス
『整形復顔サスペンス』（せいけいふくがんサスペンス）は、1984年から1988年までテレビ朝日系「土曜ワイド劇場」で放送されたテレビドラマシリーズ。全4回。主演は増田恵子、片平なぎさ、岡江久美子、松尾嘉代。

### キャスト（整形復顔サスペンス）
第1作『整形復顔の花嫁 すりかわった女が偽装結婚! 母はすべてを知っていた?』（1984年）
- 田川順子（レストランのウェイトレス）〈23〉 - 増田恵子
- 岡崎はるみ（花井の娘）〈23〉 - 叶和貴子
- 吉沢京子（花井の秘書）〈32〉 - 金沢碧
- 森田英二（コック・順子の上司）〈32〉 - 三ッ木清隆
- ディック石川（花井の顧問弁護士）〈35〉 - 鹿内孝
- 岡崎美弥子（花井の元恋人・はるみの母親）〈50〉 - 高田敏江
- 布施（医者） - 小林勝彦
- 花井淳之助（花井商会の社長）〈60〉 - 鈴木瑞穂
- 江坂（花井の専属の看護婦） - 親王塚貴子
- 田川保子（順子の妹） - 今里直子
- のぞき部屋主人 - 及川ヒロオ
- 太田（法科学研究所の医者） - 仲谷昇
- 神野和男（警察官）〈31〉 - 並木史朗
- 市原清彦、佐藤功、有馬光貴、津野哲郎、水野弘美、飯田和平、東千晃、麻岡真衣、山下美晴、三上剛仙、岸本功、藤井章人、木曽秋一、福原秀雄

第2作『整形花嫁の復讐 結婚式に殺しの鐘が三度鳴る! 妖しい肌の完全犯罪』（1985年）
- 石田美津江〈25〉 - 片平なぎさ
- 岩本奈津子（劇団新星座の女優）〈25〉 - 白都真理
- 三谷瑛子（劇団新星座の女優）〈26〉 - 早乙女愛
- 山東一男（劇団新星座の俳優）〈26〉 - 中田譲治
- 百瀬（実業家）〈50〉 - 北原義郎
- 岩本清吉（奈津子の父）〈53〉 - 幸田宗丸
- 百瀬晴美（女子大生）〈19〉 - 代日芽子
- 岩本きぬ（奈津子の母）〈52〉 - 上野綾子
- 整形外科医〈52〉 - 丸岡奨詞
- 早川（捜査一課部長刑事）〈50〉 - 小林勝彦
- 上条研一（劇団新星座の代表）〈40〉 - 中山仁
- 牛山茂、穴原正義、鹿島信哉、岩崎美夕紀、渡辺理砂、富田晃代、秋間登、金尾哲夫、佐直千恵子、水野アヤ、桂木貴代、高橋亜貴子、永谷悟一、能登裕康、速見領、木曽秋一、小川隆市、松尾文人、団巖、古川博樹

第3作『整形復顔未亡人 私は名門夫人になりたい… 美しい看護婦の変身願望』（1986年）
- 塚本玲子（看護婦）〈25〉 - 岡江久美子
- 杉山雄二（整形外科医・明美の恋人）〈35〉 - 並木史朗
- 佐野明美（ホステス）〈24〉 - 高木美保
- 川村夏江（看護婦・玲子の同僚）〈26〉 - 泉じゅん
- 的場孝行（的場グループの会長）〈57〉 - 安井昌二
- 的場秋子（的場孝行の妻）〈42〉 - 寺田路恵
- 斉藤マリ（看護婦）〈29〉 - 名代杏子
- 朝倉（主任教授） - 仲谷昇
- アナウンサー - 篠原大作
- 三宅（警部補・並木の上司）〈40〉 - 左右田一平
- 刑事 - 粟津號
- 並木卓（刑事・玲子の恋人）〈31〉 - 江藤潤
- 戸田よし子（的場の家政婦）〈48〉 - 松尾嘉代
- 吉佐美聖子、志賀圭二郎、大門春樹、仙波和之、森下明、木曾秋一

第4作『整形復顔女流デザイナー殺人事件 カトレアの花束は死のメッセージ!』（1988年）
- 結城梨枝（美容整形外科医）〈32〉 - 松尾嘉代
- 中浦夕子（ファッションデザイナー）〈25〉 - MIE
- 高見沢美智（ファッションデザイナー）〈33〉 - 中島ゆたか
- 北野雄介（「週刊マンデー」記者）〈27〉 - 渡辺裕之
- 浜村洋子（ファッションデザイナー）〈25〉 - 蜷川有紀
- 塚口（静岡県警部長刑事）〈48〉 - 幸田宗丸
- 遠藤たか子（看護婦）〈40〉 - 藤江リカ
- 堀江宏一郎（洋子の恋人）〈38〉 - 宮内洋
- 朝倉（主任教授） - 江夏豊
- 左近寺哲也（弁護士）〈45〉 - 尾藤イサオ
- 高見沢茂（美智の父・東亜デパート社長）〈58〉 - 内藤武敏
- 高見沢冴子（高見沢の後妻）〈35〉 - 三ッ矢歌子
- 小笠原弘、広瀬昌助、若尾義昭、真田陽一郎、松本敏男、吉佐美聖子、松本小春、石川裕美、橘田良江、有馬光貴、竹内康裕、篠田勝夫、穴原正義

### スタッフ（整形復顔サスペンス）
- 脚本 - 池田雄一、下飯坂菊馬
- 監督 - 高橋繁男、野田幸男、村川透
- 音楽 - 鏑木基盟
- プロデューサー - 熊谷健、川田方寿、白崎英介、岩永恵、佐藤涼一、杉崎保
- 制作 - テレビ朝日、国際放映

### 放送日程
| 話数 | 放送日         | サブタイトル                                                     | 脚本       | 監督     | 視聴率 |
| ---- | -------------- | ---------------------------------------------------------------- | ---------- | -------- | ------ |
| 1    | 1984年11月24日 | 整形復顔の花嫁 すりかわった女が偽装結婚! 母はすべてを知っていた? | 池田雄一   | 高橋繁男 |        |
| 2    | 1985年10月05日 | 整形花嫁の復讐 結婚式に殺しの鐘が三度鳴る! 妖しい肌の完全犯罪    | 池田雄一   | 野田幸男 | 15.7%  |
| 3    | 1986年04月05日 | 整形復顔未亡人 私は名門夫人になりたい… 美しい看護婦の変身願望    | 下飯坂菊馬 | 高橋繁男 |        |
| 4    | 1988年05月28日 | 整形復顔女流デザイナー殺人事件 カトレアの花束は死のメッセージ!   | 下飯坂菊馬 | 村川透   | 18.4%  |

### 映像ソフト化
2015年6月26日、ベストフィールドよりDVDが発売。